# Jan Nilsson (ishockeyspelare)
Jan Nilsson, född 19 mars 1964, är en svensk före detta professionell ishockeyspelare (forward). 
Han spelade totalt 7 matcher för Luleå HF i Elitserien och gjorde 1 poäng (0 mål + 1 assist).